# Merlijn (strip)
Merlijn is een stripreeks over de opleiding van de jonge tovenaar Merlijn. Naast deze opleiding gaat het verhaal vooral over de oude godsdienst die, onder leiding van de godin Ahes, niet wil wijken voor de nieuwe godsdienst, het Christendom.
Op het einde van boek 10 wordt er een nieuwe reeks aangekondigd: de tijd van de profeet. Er zijn nog geen berichten verschenen over een mogelijke verschijning van deze nieuwe reeks.

## Inhoud
In deze reeks probeert Ahes op alle mogelijke manieren van Merlijn een evenbeeld van de Nazareëer creëren. In haar streven dit te doen brengt ze een gigantisch leger op de been. Dit leger bestaat vooral uit mythische wezens, zoals orcs en trollen. In haar pogingen vermoordt Ahes zelfs Merlijn om hem enkele dagen later te laten verrijzen.  Het epos eindigt met een grootscheepse aanval op Avalon. Tijdens die aanval en de bijhorende veldslag wordt een menselijk leger opgeworpen uit verschillende stammen en het Romeinse leger. In het verhaal wordt dit beschreven als een uitzonderlijk verbond, aangezien zij al enige tijd in een gespannen verhouding leven. Maar een gemeenschappelijke vijand zorgt voor het gemeenschappelijke verbond.
Het verhaal eindigt met Merlijn die zijn opleiding voltooid heeft. Tijdens zijn opleiding heeft hij voor de grote aanval gezorgd. Als allerlaatste wordt de volgende reeks voorgesteld: de tijd van de profeet.

## Trivia
- In de reeks wordt er zelden gesproken over het christendom, maar vaker over de volgelingen van de Nazareëer.
- Hoewel het verhaal zich overduidelijk afspeelt in Groot-Brittannië, wordt er alleen gesproken over het eiland van de forten.
- De reeks werd origineel uitgegeven vanaf 2001, maar werd opnieuw uitgegeven vanaf 2010 met een nieuwe cover.
- Al vanaf het verschijnen van de reeks in 2001 werd het uitzonderlijke tekenwerk geprezen.